# Leopold Müller
Leopold Müller (Salisburgo, 9 gennaio 1908 – Salisburgo, 1º agosto 1988) è stato un geologo austriaco, tuttora considerato un pioniere della geomeccanica e della geologia applicata.

## Biografia

### I primi anni
Nato a Salisburgo, era figlio di Eugen Müller, un professore pedagogo del ginnasio accademico, direttore d'orchestra e compositore, e di sua moglie Maria. I suoi due fratelli morirono presto, mentre il padre decedette il 14 ottobre 1939. Dopo essere cresciuto a Salisburgo, visse in città e studiò al liceo federale con il futuro direttore d'orchestra Herbert von Karajan, dove si diplomò nel 1926. Poi studiò ingegneria civile all'università tecnica di Vienna dal semestre invernale 1926-27, e in seguito iniziò a studiare batteria presso l'accademia di musica e arti dello spettacolo di Vienna. Continuò a studiare ingegneria, ma a volte suonò anche il timpano con la filarmonica di Vienna e si guadagnò da vivere come pianista di film muti nei cinema.
Nel marzo 1932, superò il secondo esame di stato presso la facoltà di ingegneria civile con distinzione. Dato che in seguito non fu in grado di trovare un lavoro, nemmeno una posizione di volontario non retribuita, fece domanda a Josef Stini, il suo professore di geologia ingegneristica, per un argomento per un dottorato. Già nel luglio 1933, presentò il lavoro assegnatogli con il titolo Studi sulla misurazione del divario statistico. Dopo il Rigorosum, anch'esso approvato con distinzione, gli fu conferito il titolo e la dignità di dottore in scienze tecniche dall'università tecnica.

### La carriera
Seguì un periodo nella sua vita che descrisse come il suo "apprendistato e anni di viaggio". Lavorò a vari progetti nella costruzione di strade e gallerie, dove passò dall'assistente direttore della costruzione al direttore del sito. Questi progetti comprendono per vari tratti la strada alpina del Großglockner-Hochalpenstraße tra il 1930 e il 1935, e poi dal 1935 al 1945, come direttore dei lavori presso Polensky e Zöllner, la costruzione dell'autostrada Monaco-Salisburgo nella sezione Irschenberg-Weyarn, la strada alpina tedesca sul Nido dell'Aquila vicino a Berchtesgaden e numerosi edifici di guerra sulle isole del Canale e in Norvegia, dove fu coinvolto nella costruzione della linea Nordland. In Norvegia fu anche fatto prigioniero di guerra in Inghilterra. Già nel 1946, divenne capo direttore delle costruzioni per la costruzione di centrali elettriche a Kaprun.
Successivamente ottenne la licenza come ingegnere civile e, nel 1948, fondò il primo ufficio di ingegneria per geologia e costruzione a Salisburgo. I progetti eccezionali di questo ufficio tecnico comprendono il rinnovamento della fortezza di Salisburgo e l'edificio Hercules a Kassel, la costruzione delle dighe di Sarobi in Afghanistan e Kurobe in Giappone, la progettazione del tunnel ferroviario di Schwaikheim in Germania e l'indagine sulle cause del disastro del Vajont in Italia. Durante questi anni fu istituito il circolo di studenti Stini di Salisburgo, il colloquio geomeccanico fu fondato nel 1951, la Società internazionale per meccanica rupestre, oggi Istituto di ricerca internazionale sulle rocce con sede a Lisbona, nel 1962 e come risultato della Società austriaca per geomeccanica nel 1968. Ciò rese Salisburgo, insieme a Leoben, un centro austriaco per l'industria mineraria, la scuola austriaca di meccanica rupestre.
Su iniziativa del professore e politico tedesco Hans Leussink, fu nominato insegnante all'università tecnica di Karlsruhe nel 1965, divenendo capo del dipartimento di meccanica della roccia presso l'istituto di meccanica del suolo e meccanica della roccia, dove rimase fino al 1976. Grazie al generoso finanziamento della Fondazione tedesca per la ricerca, venne istituita un'area di ricerca speciale nella meccanica rupestre, in cui furono attuati gli obiettivi scientifici di Müller e poté essere promosso un gran numero di giovani ingegneri civili e geologi. Trasmise anche le sue conoscenze in molti luoghi in oltre trecento lezioni e conferenze per gli ospiti negli Stati Uniti, in Italia, in Giappone e in Cina. Nel 1972, insieme ad Adam Hereth, fondò l'ufficio di ingegneria Müller + Hereth, che opera ancora in tutto il mondo da Freilassing.
Oltre al suo lavoro come docente universitario, era anche attivo in tutto il mondo come consulente per numerosi impianti idroelettrici e progetti di tunnel. Degni di nota sono il Vianden PSW in Lussemburgo e il Waldeck II in Assia settentrionale, le centrali idroelettriche di Rapel in Cile e Tarbela in Pakistan, diversi tunnel sotterranei a Francoforte, Norimberga, Monaco, Bochum e Dortmund.

### La diga del Vajont

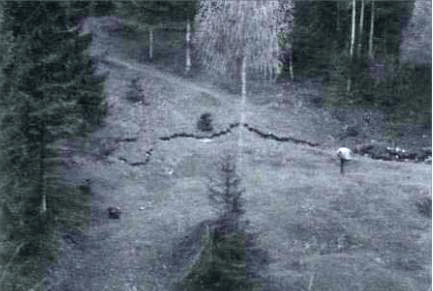
Un tratto della fessura perimetrale della frana il 4 novembre 1960.

Dal 1957 era uno dei migliori geologi di fama internazionale dell'epoca. Conobbe l'ingegnere Carlo Semenza durante un viaggio in Giappone nell'autunno di quell'anno, divenendo suo amico e collaboratore fidatissimo, e venne designato dalla SADE per sostituire l'ormai anziano geologo Giorgio Dal Piaz nello studio delle imposte della diga del Vajont. Il 21 luglio 1959 effettuò un sopralluogo nel costruendo bacino del Vajont con il giovane Edoardo Semenza, figlio di Carlo, l'unico geologo della SADE che accolse le sue ricerche e giunse alle stesse conclusioni.
Tre giorni dopo, d'accordo con gli ingegneri Semenza e Mario Pancini, inviò una lettera a Edoardo, chiedendo di eseguire un programma di studio, secondo una sua proposta dettagliata, allo scopo di mettere in evidenza eventuali fenomeni di instabilità. Edoardo iniziò prima da solo, poi da fine settembre con Franco Giudici, laureato da poco a Padova.
Nell'ottobre 1959, dopo la scoperta della gigantesca paleofrana del monte Toc da parte di Edoardo e Giudici, padre e figlio Semenza, a Salisburgo, lo incontrarono e lo informarono. Non accettò l'idea di una frana preistorica già scivolata a valle ostruendola e poi riscavata dal torrente Vajont, e cominciò a occuparsi in modo effettivo di una superficie di frana recente, dopo il franamento del 4 novembre 1960, ovvero dopo il suo sopralluogo del 15-16 novembre. Il problema fu che, al contrario di Edoardo, pur avendo correttamente visto e interpretato la situazione, non si era reso conto che la base del corpo di frana era contrassegnata da un livello argilloso ed era convinto che il monte si sarebbe mosso molto lentamente, come un ghiacciaio, e non in blocco.
Il 3 febbraio 1961, consegnò il suo quindicesimo rapporto, dedicato interamente alla vera e propria frana del Toc, mentre i precedenti rapporti avevano riguardato praticamente solo i problemi geomeccanici delle imposte della diga, ma la sua relazione non fu mai inviata agli organi di controllo. In sostanza, non consigliò mai l'abbandono del bacino, ma propose misure cautelative per riuscire a controllare la frana. Alla fine del 1961, dopo la morte di Semenza, fu però esonerato dall'incarico dal nuovo ingegnere capo, Alberico Biadene. Il 9 ottobre 1963, proprio come avevano previsto sia lui che Edoardo, la frana precipitò nel lago del Vajont, provocando la morte di circa duemila persone. Partecipò quindi come tecnico della SADE al processo del Vajont, che si tenne a L'Aquila.

### Gli ultimi anni
Dopo essersi ritirato dall'università di Karlsruhe a causa dell'età, divenne professore onorario di ingegneria geotecnica e costruzione di rocce all'università di Salisburgo nel 1977, dove ricevette la laurea ad honorem e tenne conferenze di geomeccanica, costruzione di gallerie e meccanica delle rocce fino al 1983. Usò in particolare la pensione per lavorare sul suo libro di testo multi-volume. Nel mezzo di questo lavoro, morì il 1º agosto 1988, all'età di 80 anni, nella sua città natale e riposa nel cimitero locale.

## Onorificenze
Su suo suggerimento, nel 1951 fu fondato un gruppo di lavoro per la geomeccanica, con l'intenzione di affrontare i problemi della tecnologia edile e mineraria nella cooperazione interdisciplinare tra geologi, geofisici, ingegneri civili e ingegneri minerari che non potevano essere affrontati da un individuo. Da questi inizi, noto anche come "Circolo di Salisburgo", si sviluppò la Società internazionale per meccanica rupestre, di cui fu il primo presidente dal 1962 al 1966. Infine, nel 1968, la Società austriaca per geomeccanica venne fondata come società nazionale della precedente, i cui compiti erano la promozione della ricerca scientifica nel sottosuolo e il suo comportamento. Fu il suo primo presidente fino al 1975.
Nel corso della sua attività professionale fece diverse invenzioni, tra le quali spicca lo sviluppo di una sonda televisiva per le indagini sui pozzi dal 1º gennaio 1957. Con questa sonda è stato possibile determinare la posizione spaziale delle fessure nelle montagne, che è particolarmente importante quando si esplorano le strutture sotterranee. Lo sviluppo più famoso che promosse insieme a Franz Pacher e Ladislaus von Rabcewicz fu l'istituzione di un nuovo metodo di costruzione del tunnel, indicato come il nuovo metodo di costruzione del tunnel austriaco.
Pubblicò oltre duecento pubblicazioni scientifiche, incluso il suo libro di testo multi-volume Der Felsbau. Per molti anni fu editore della rivista Geologie und Bauwesen, che curò da Josef Stini dopo la sua morte.
L'apprezzamento di cui godeva a livello nazionale e internazionale fu espresso in numerosi onori. L'università di Leoben gli conferì il dott. mont. h. c. nel 1965, la Società per l'estrazione mineraria, metallurgia ed esplorazione il Premio della meccanica rupestre nel 1971, a cui fu seguito nel 1972 dalla decorazione al merito del Salisburghese d'oro. Nel 1974 fu nominato membro straniero corrispondente della sezione matematico-fisica dell'università di Bologna e nel 1983 ricevette la medaglia Carl Friedrich Gauss della Società scientifica di Brunswick, e allo stesso tempo divenne un membro corrispondente della classe per le scienze dell'edilizia di questa società. Nel 1984 ricevette la medaglia Hans Cloos dall'Associazione internazionale di ingegneria geologia e ambiente, e un anno dopo divenne membro onorario della classe di scienze matematiche e naturali dell'Accademia austriaca delle scienze. Il 9 ottobre 1985 la città di Salisburgo lo rese cittadino onorario e il Geologische Bundesanstalt di Vienna lo onorò consegnandogli la medaglia Wilhelm Ritter von Haidinger. Nell'anno della sua morte gli fu conferita la medaglia di Johann Joseph Ritter von Prechtl dall'università tecnica di Vienna e l'Anello del Salisburghese.
La Società austriaca di geomeccanica ha assegnato il premio Leopold Müller per l'eccezionale lavoro scientifico dal 1984.

## Nei media

### Televisione
- Vajont: una tragedia immensa, documentario di Quei secondi fatali del 2012.

### Fumetti
- Vajont: storia di una diga, Francesco Niccolini (sceneggiatura), Duccio Boscoli (disegni), Padova, BeccoGiallo, 2018, ISBN 9788833140421, OCLC 1090201035.